# Амштетен
Амштетен град је у Аустрији, смештен у северном делу државе. Амштетен је шести по величини град у покрајини Доњој Аустрији, где је седиште истоименог округа Амштетен.

## Природне одлике
Амштетен се налази у северном делу Аустрије, на око 170 км удаљености од престонице Беча. Град се сместио на реци Ибс у северној подгорини Алпа.

## Историја
Данашње насеље Амштетен се први пут помиње 1111. године. Највећи напредак град је доживео у 19. веку када се десила велика индустријализација насеља и долазак железнице.

## Становништво
| 1981.  | 1991.  | 2001.  | 2011.  |
| ------ | ------ | ------ | ------ |
| 21.989 | 21.972 | 22.595 | 22.847 |

По процени из 2016. у граду је живело 23621 становника. Последњих деценија становништво града се повећало у складу са развојем града на повољном месту на ауто-путу Беч - Линц.

## Партнерски градови
- Алсфелд
- Ruelle-sur-Touvre
- Перђине Валсугана
- Роуднице над Лабем